# Oabius nigrifrons
Oabius nigrifrons är en mångfotingart. Oabius nigrifrons ingår i släktet Oabius och familjen stenkrypare. Utöver nominatformen finns också underarten O. n. micrus.